# Pabellón del Príncipe Teng
El pabellón del Príncipe Teng (en chino: 滕王閣, romanizado: Téngwáng Gé) es un edificio situado en el noroeste de la ciudad de Nanchang, en la provincia de Jiangxi de la República Popular China, en la orilla oeste del río Gan. Es una de las «tres grandes torres del sur de China», junto con la Torre Yueyang y la Torre de la Grulla Amarilla. Ha sido destruido y reconstruido muchas veces a lo largo de la historia. El edificio actual fue reconstruido en 1989 en su ubicación original. El proyecto de reconstrucción del pabellón fue elaborado por el arquitecto Liang Sicheng, y actualmente es el monumento más importante de Nanchang. Tiene un total de nueve plantas y la estructura principal es de madera, del estilo arquitectónico de la dinastía Song.

## Historia

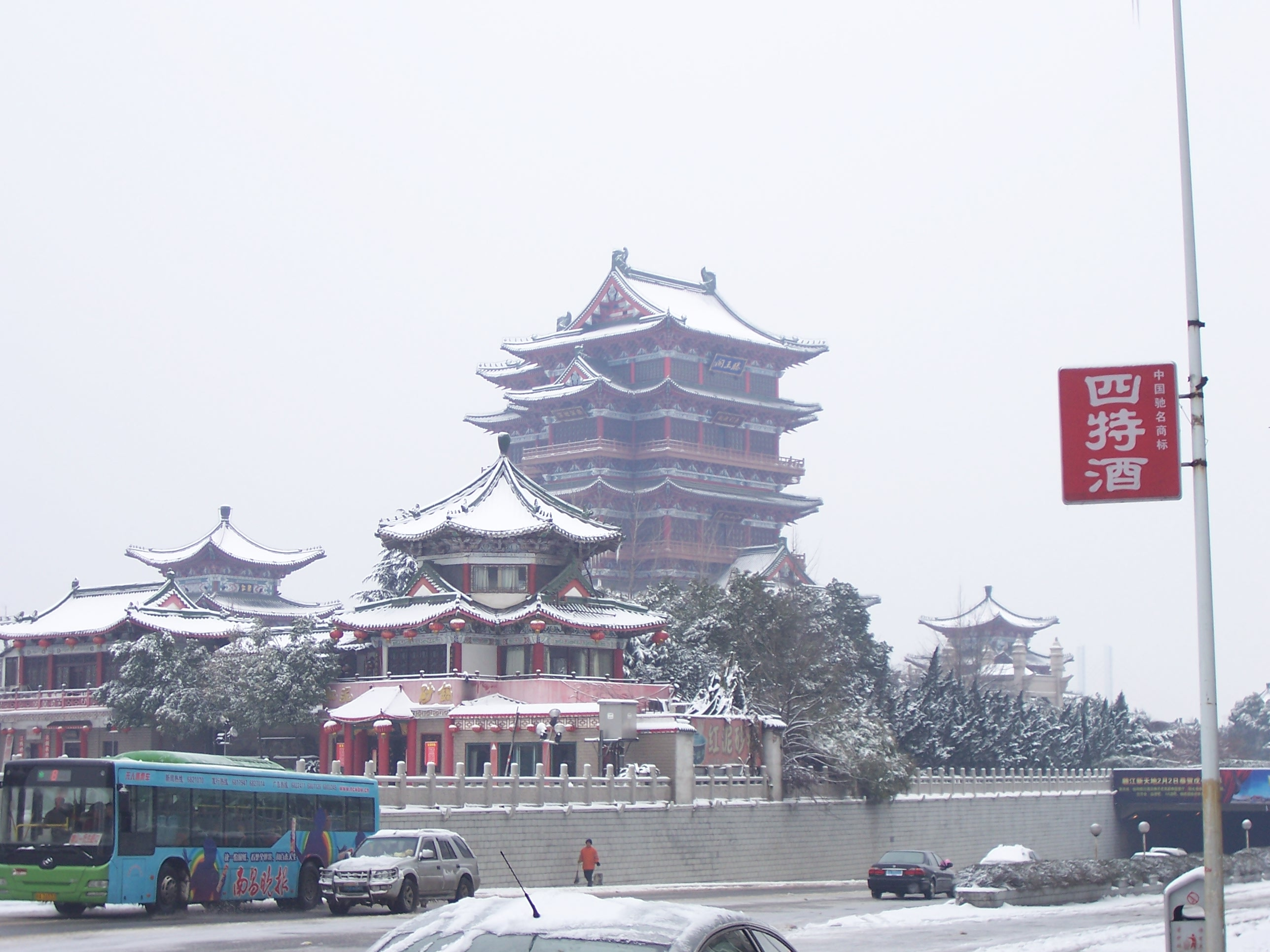
El pabellón en invierno.

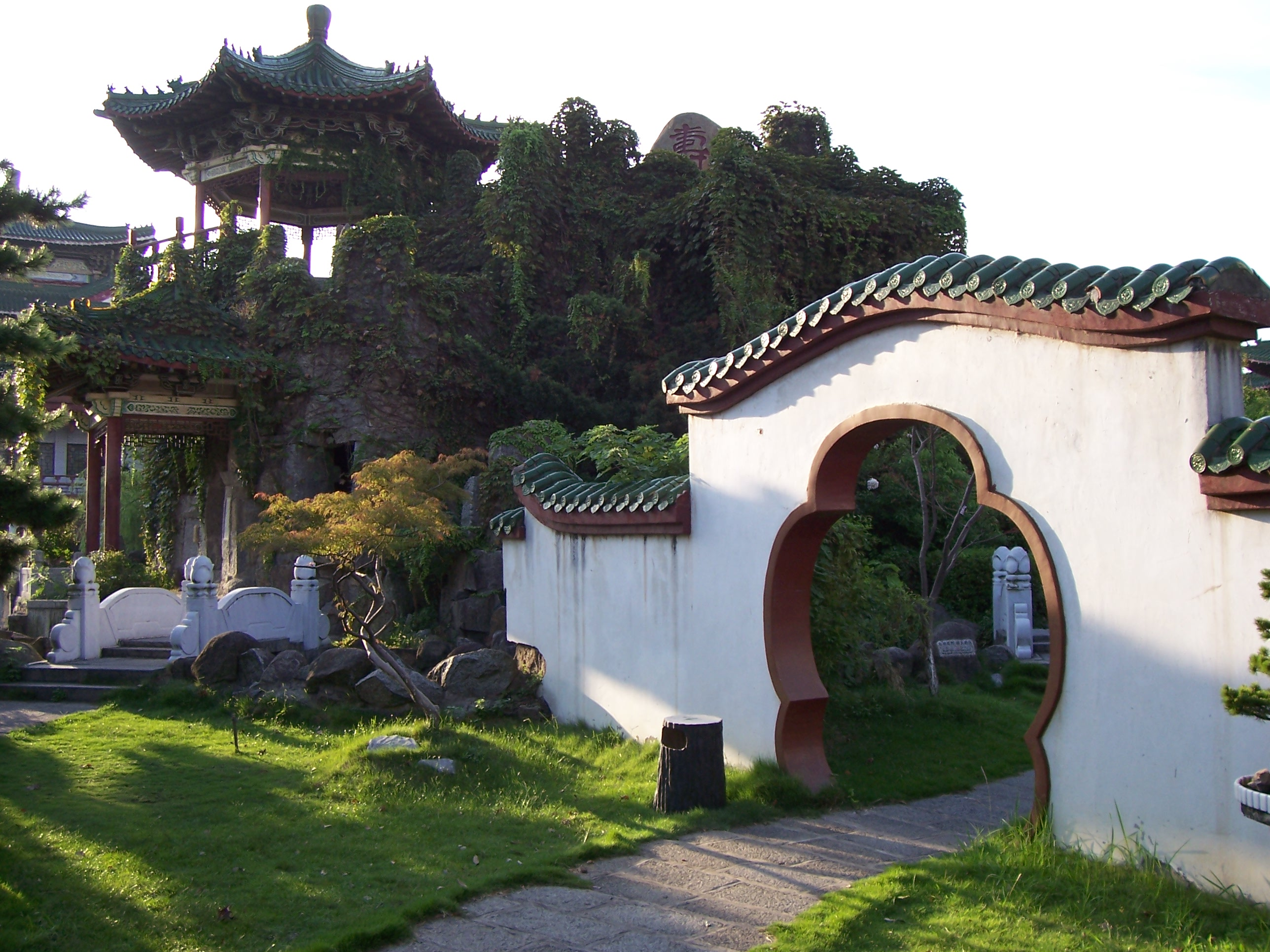
Los terrenos del pabellón.

El Pabellón del Príncipe Teng fue construido por primera vez en el año 653 d. C. por Li Yuanying, hermano pequeño del emperador Taizong de Tang y tío del emperador Gaozong de Tang. En el 639 se le había concedido a Li Yuanying el título de príncipe Teng y pasó sus primeros años en Suzhou. En el 652 se le asignó la gobernación de Nanchang, donde el pabellón servía como su residencia. El Pabellón del Príncipe Teng es el único edificio real que se conserva en el sur de China. Veinte años más tarde, el edificio fue reconstruido por el nuevo gobernador. Tras su finalización, se reunió un grupo de intelectuales locales para componer prosa y poesía sobre el edificio. La más famosa de las obras resultantes es el Prefacio al Pabellón del Príncipe Teng de Wang Bo, que hizo que el pabellón fuera conocido por el público general en toda China.
Posteriormente, el pabellón ha sido destruido y reconstruido un total de veintinueve veces a lo largo de la historia. La forma y el uso del edificio han cambiado en numerosas ocasiones. Su penúltima construcción se llevó a cabo durante el reinado del emperador Tongzhi de la dinastía Qing, pero ese edificio fue destruido en octubre de 1926, durante la convulsa era de los señores de la guerra.

## Descripción

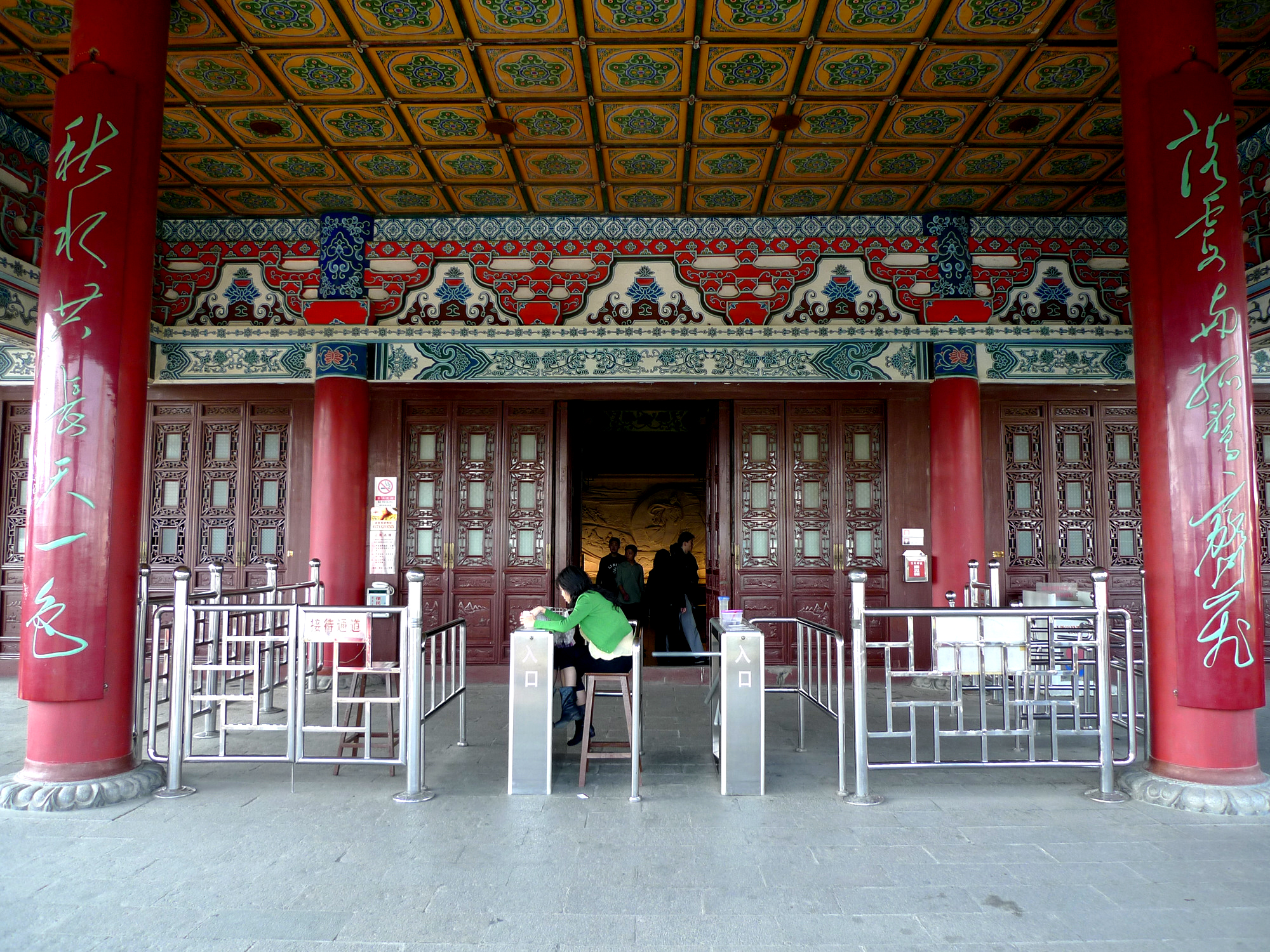
Caligrafía de Mao Zedong en el vestíbulo de entrada.

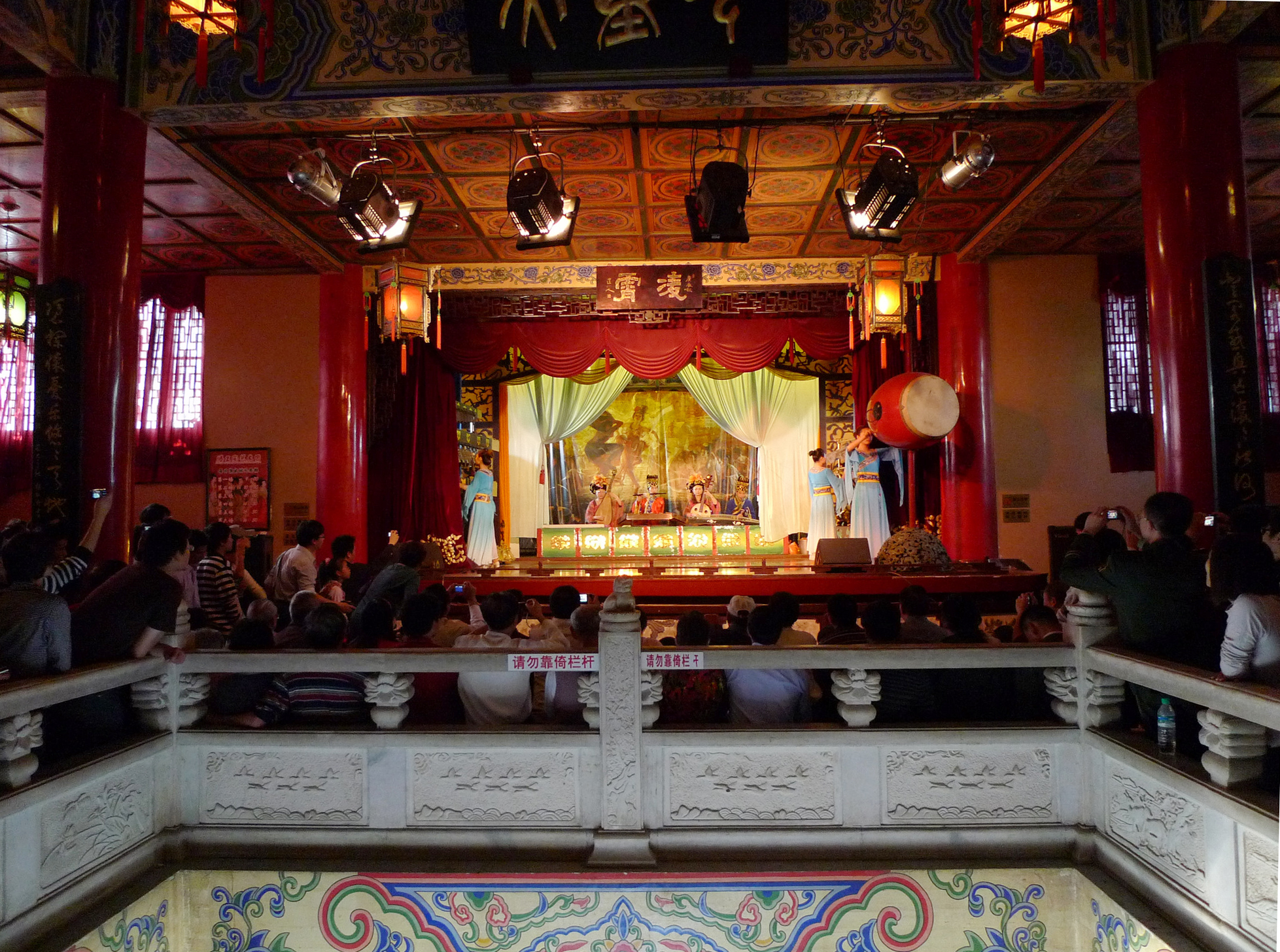
El teatro del pabellón.

El actual Pabellón del Príncipe Teng fue construido según el proyecto del arquitecto Liang Sicheng, y fue completado el 8 de octubre de 1989. Su estructura es de hormigón armado, pero está decorado en el estilo de la dinastía Song. Tiene 57.5 metros de altura y nueve plantas, con una superficie total de 13 000 m².
El edificio se eleva sobre una plataforma de hormigón de 12 metros de altura, que simboliza la antigua muralla de la ciudad. En los dos pilares que flanquean la entrada hay dos placas de acero inoxidable que tienen grabada una caligrafía de Mao Zedong: 落霞与孤鹜齐飞，秋水共长天一色 («Las nubes del atardecer y los solitarios gansos vuelan juntos; el agua del otoño se funde en un mismo color con la larga franja del cielo»), una cita extraída del Prefacio al Pabellón del Príncipe Teng.
El bello jardín que fue construido en 1989 es el complemento perfecto del pabellón. Actualmente, el edificio sirve principalmente como una atracción turística. Además de la decoración, su interior alberga un teatro, en el que se realizan actuaciones de música de época, y exposiciones de instrumentos antiguos restaurados. También hay algunos restaurantes y tiendas de recuerdos. Las calles que rodean el pabellón se han diseñado para que se ajusten a su estilo, y esta zona se ha convertido en el epicentro del comercio de antigüedades de Nanchang.

## Influencia

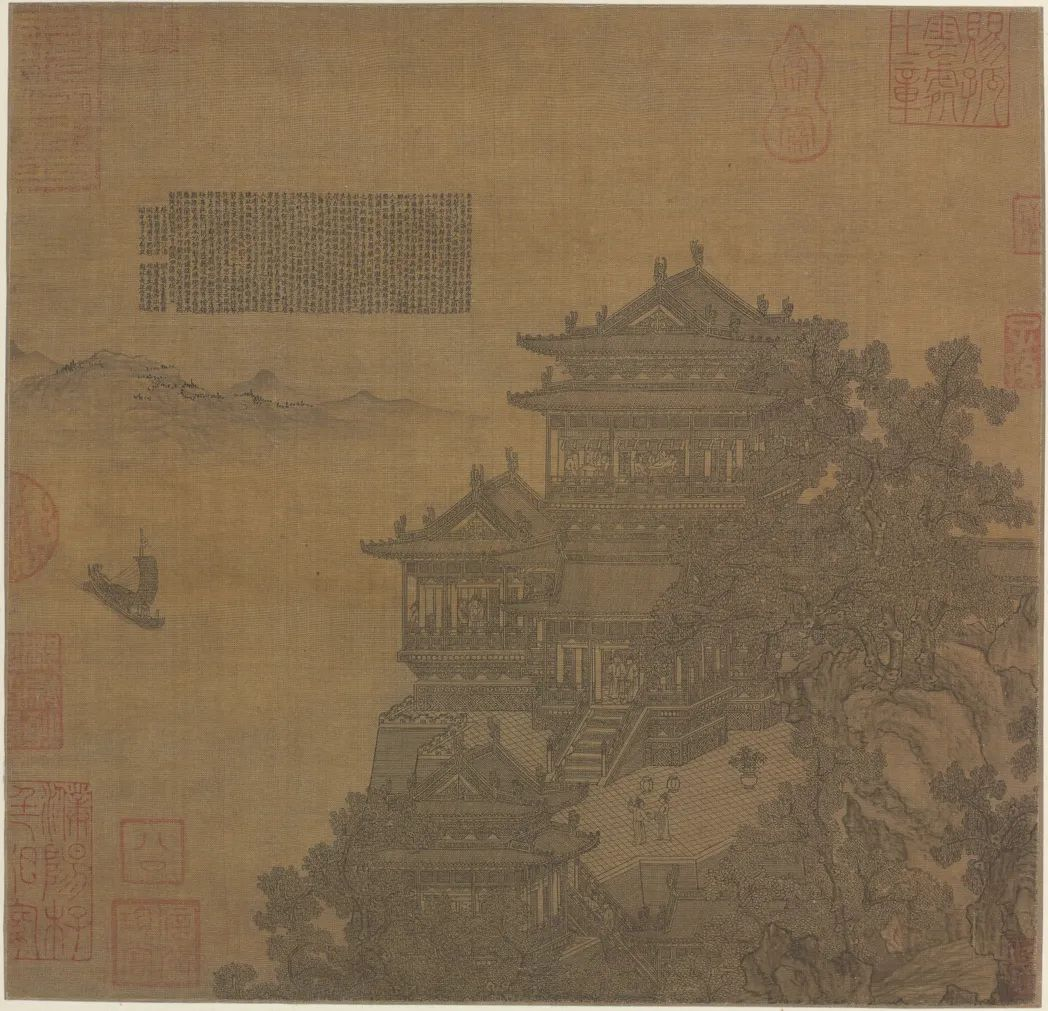
El Pabellón del Príncipe Teng por Xia Yong, dinastía Yuan.

El Pabellón del Príncipe Teng logró la fama a nivel nacional gracias al Prefacio al Pabellón del Príncipe Teng. Como consecuencia, fue dotado por las generaciones posteriores con un estatus casi legendario como exponente de la arquitectura magnífica. Cuando se construyó la Ciudad Prohibida de Pekín, sus torres de esquina fueron diseñadas inspirándose en el Pabellón del Príncipe Teng y la Torre de la Grulla Amarilla, tal y como están representados en las pinturas de la dinastía Song. Estas singulares torres de esquina siguen siendo uno de los tesoros arquitectónicos más valiosos de la Ciudad Prohibida. El Pabellón del Príncipe Teng también fue considerado tierra sagrada en varias dinastías de la historia de China.

## Cronología de la construcción
Según Wang:
| Año  | Suceso |
| ---- | --- |
| 653  | Construido. |
| 675  | Reconstruido. |
| 790  | Reconstruido. |
| 820  | Reconstruido. |
| 848  | Reconstruido después de ser destruido en un incendio. |
| 1108 | Reconstruido. Se añadieron dos edificios más pequeños al norte y al sur del pabellón principal. El pabellón norte se llamó «Pabellón Verde Esmeralda» (en chino: 挹翠亭, romanizado: Yì Cuì Tíng) y el pabellón sur se llamó «Pabellón del Río» (en chino: 压江亭, romanizado: Yā Jiāng Tíng). |
| 1294 | Colocado sobre las murallas de la ciudad después de ser dañado varias veces durante guerras. |
| 1336 | Reconstruido entre 1334 y 1336. |
| 1436 | Reconstruido después de hundirse en el río. Fue renombrado «Salón de la Amabilidad del Saludo» (en chino: 迎恩堂, romanizado: Yíng Ēn Táng). |
| 1452 | Reconstruido después de ser destruido en un incendio. Fue renombrado «Edificio Número 1 de Xi Jiang» (en chino: 西江第一楼, romanizado: Xī Jiāng Dí Yì Lóu). |
| 1468 | Reconstruido después de que se derrumbara. Se restauró su nombre original. |
| 1527 | Reconstruido después de ser destruido en la revuelta de Zhu Chenhao. |
| 1599 | Reconstruido después de que estuviera cerca de derrumbarse. |
| 1616 | Reconstruido después de ser destruido en un incendio. |
| 1634 | Reconstruido entre 1633 y 1634. |
| 1648 | Destruido al incendiarse cuando los generales de la dinastía Ming prendieron fuego a los alrededores para abrir un perímetro claro ante el avance de las tropas de la dinastía Qing. |
| 1654 | Reconstruido. |
| 1679 | Reconstruido después de ser destruido en un incendio. |
| 1682 | Reconstruido después de ser destruido en un incendio. |
| 1685 | Reconstruido después de ser destruido en un incendio. |
| 1702 | Reconstruido. |
| 1706 | Reconstruido después de ser destruido en un incendio. |
| 1731 | Destruido en un incendio. |
| 1736 | Reconstruido. |
| 1743 | Reconstruido y renombrado de nuevo «Edificio Número 1 de Xi Jiang». |
| 1788 | Reconstruido después de que se derrumbara. |
| 1805 | Reconstruido. |
| 1812 | Reconstruido. |
| 1847 | Reconstruido dos veces después de varios incendios. |
| 1853 | Destruido junto con buena parte de Nanchang en un incendio que duró tres días durante la Rebelión Taiping. |
| 1873 | Reconstruido entre 1872 y 1873. |
| 1909 | Reconstruido después de ser destruido en un incendio. |
| 1926 | Destruido por los defensores cuando Nanchang fue atacada por la Expedición del Norte. |
| 1935 | Se detuvo un intento de reconstruirlo debido a la invasión japonesa. |
| 1985 | Reconstruido. |
| 1991 | Se restauraron los dos edificios más pequeños, el «Pabellón Verde Esmeralda» y el «Pabellón del Río». |